# Speedcubing

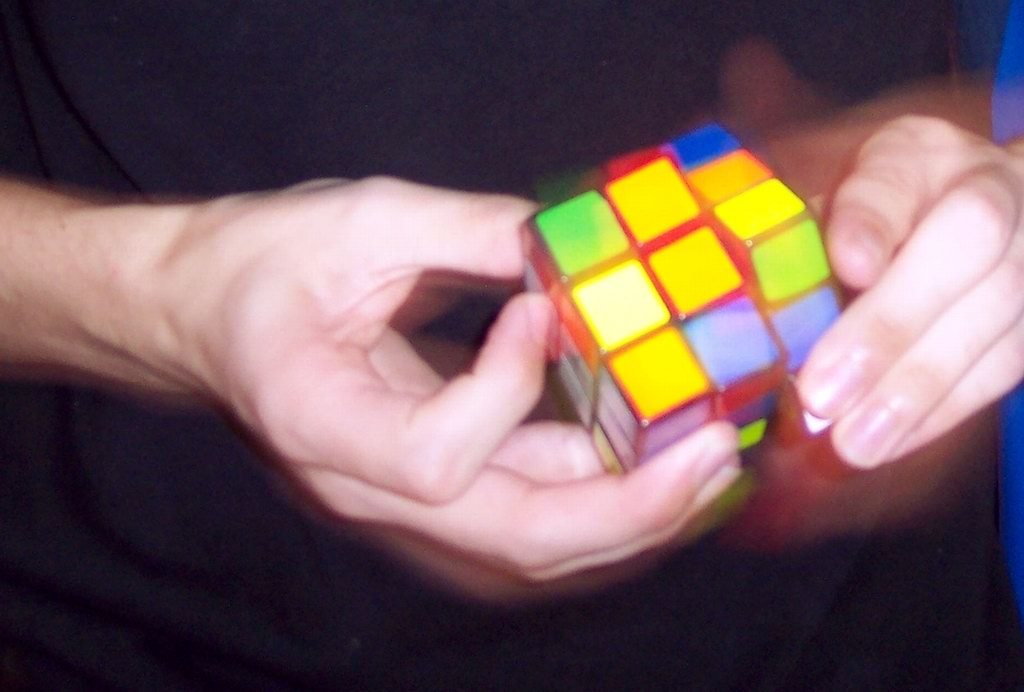

Speedcubing (còn được gọi là speedsolving) là môn thể thao liên quan đến việc giải Rubik và các biến thể Rubik, mà nổi tiếng nhất là Rubik 3x3, càng nhanh càng tốt. Đối với hầu hết các rubik, việc giải quyết các yêu cầu bằng cách thực hiện một loạt các động tác làm thay đổi một khối rubik thành một trạng thái trong đó mọi mặt của rubik là một màu đơn, chắc chắn. Một số rubik có các yêu cầu khác nhau để được xem xét giải quyết, chẳng hạn như rubik đồng hồ, mà tất cả các mặt số phải được di chuyển vào vị trí đồng hồ 12 giờ.
Kích thước của rubik tiêu chuẩn là 2x2, 3x3, 4x4, 5x5, 6x6 và 7x7, mặc dù các biến thể của rubik đã được thiết kế với 33 lớp và không được sản xuất hàng loạt công cộng. Ngoài ra còn có các hình dạng khác nhau của các rubik nổi tiếng như Pyraminx, Megaminx, Skewb và  Square-1. Kỷ lục thế giới cho việc giải rubik 3x3x3 là 3,13 giây, được thiết lập bởi Max Park tại cuộc thi Pride in Long Beach 2023. Yiheng Wang giữ kỉ lục trung bình 5 lần giải 3x3x3 với kỷ lục thế giới 4,48 giây, khi anh đánh bại mọi đối thủ và khẳng định vị thế của mình.
Speedcubing là một hoạt động phổ biến trong cộng đồng, hoặc cubers. Các thành viên đến với nhau để tổ chức các cuộc thi, làm việc để phát triển các phương pháp giải quyết mới và tìm cách hoàn thiện kỹ thuật của họ. Thành tích của mỗi cuber được ghi nhận bởi tổ chức WCA

## Lịch sử
Rubik 3x3 được phát minh vào năm 1974 bởi giáo sư Kiến trúc Người Hungary, Ernő Rubik. Một sự quan tâm quốc tế rộng rãi với khối lập phương bắt đầu vào năm 1980 và sớm phát triển thành một cơn sốt toàn cầu. Vào ngày 5 tháng 6 năm 1982, cuộc thi vô địch thế giới đầu tiên được tổ chức tại Budapest, Hungary. 19 người thi đấu trong sự kiện này và người Mỹ Minh Thái đã thắng với một thời gian giải đơn là 22,95 giây. Những người tham dự đáng chú ý khác bao gồm Jessica Fridrich và  Lars Petrus, hai người sau này đã có ảnh hưởng lớn trong việc phát triển các phương pháp giải quyết và cộng đồng speedcubing. Cơn sốt của Khối Rubik bắt đầu biến mất sau năm 1983, nhưng với sự ra đời của Internet, các trang web liên quan đến việc speedcubing bắt đầu xuất hiện. Đồng thời phát tán các phương pháp có tốc độ hiệu quả và dạy cho người mới chơi khối lập phương để giải quyết nó lần đầu tiên, những trang web này mang lại một thế hệ mới, tạo ra một cộng đồng trực tuyến quốc tế đang phát triển và nâng cao hồ sơ nghệ thuật. Những người nổi bật trong cộng đồng trực tuyến này, chẳng hạn như Ron van Bruchem, Tyson Mao, Chris Hardwick và Ton Dennenbroek, cuối cùng muốn gặp mặt và cạnh tranh, hai mươi năm sau giải vô địch thế giới đầu tiên họ phối hợp lần thứ hai tại Toronto năm 2003, và một cuộc thi nhỏ hơn ở Hà Lan vào cuối năm đó. Sự hồi sinh của cuộc thi này đã tạo ra một làn sóng các sự kiện speedcubing có tổ chức mới, bao gồm các cuộc thi quốc gia và quốc tế thường xuyên. Đã có mười hai cuộc thi năm 2004, thêm 58 cuộc thi từ 2005 đến 2006, hơn 100 trong năm 2008 và hơn 880 trong năm 2017, với nhiều sự kiện xảy ra mỗi năm. Đã có 8 giải vô địch thế giới nữa kể từ cuộc thi năm 1982 của Budapest, được tổ chức theo truyền thống mỗi năm, với gần đây nhất ở Paris, Pháp, vào năm 2017. Đây là cuộc thi speedcubing mới và vẫn được tổ chức bởi  World Cube Association (WCA), do Ron van Bruchem và Tyson Mao sáng lập.

## Công thức giải
Rubik 3x3 tiêu chuẩn có thể được giải quyết bằng cách sử dụng một số phương pháp, không phải tất cả các phương pháp này được thiết kế để speedcubing. Mặc dù một số phương thức sử dụng một hệ thống và các thuật toán từng lớp, các phương thức quan trọng khác (mặc dù ít được sử dụng rộng rãi hơn) bao gồm các phương thức góc-đầu tiên và phương pháp Roux. Phương pháp CFOP, Roux, ZZ và Petrus thường được gọi là phương pháp "lớn bốn", vì chúng là phổ biến nhất và có thể được sử dụng để đạt được thời gian nhanh hơn so với các phương pháp khác. Phương pháp CFOP được sử dụng bởi hầu hết các speedcubers.

### Phương pháp CFOP
Phương pháp CFOP (Cross - F2L - OLL - PLL), còn được gọi là phương pháp Fridrich, được đặt tên theo một trong những nhà phát minh của nó, Jessica Fridrich, cuber về nhì giải vô địch Rubik thế giới năm 2003. Trong khi nó được gọi là phương pháp Fridrich, nguồn gốc của nó thực sự được ghi nhận cho David Singmaster, một trong những người đầu tiên xuất bản một lớp theo phương pháp giải quyết lớp vào năm 1980, và Guus Razoux Schultz, người xây dựng dựa trên điều này và phát triển hiệu quả hơn hệ thống cho hai lớp đầu tiên (F2L). Jessica Fridrich sau đó đã hoàn thành phát triển phương pháp và xuất bản nó trực tuyến vào năm 1997, một sự kiện rất có ảnh hưởng trong sự hồi sinh của việc chơi speedcubing. Bước đầu tiên của phương pháp là để giải quyết một sự sắp xếp hình chữ thập của các miếng cạnh trên lớp đầu tiên. Phần còn lại của lớp đầu tiên và tất cả các lớp thứ hai sau đó được giải quyết cùng nhau trong những gì được gọi là "cặp góc cạnh" hoặc khe. Cuối cùng, lớp cuối cùng được giải quyết theo hai bước - đầu tiên, tất cả các phần trong lớp được định hướng để tạo thành một màu đồng nhất (nhưng không có các mảnh riêng lẻ luôn ở đúng vị trí của chúng trên khối lập phương). Bước này được gọi là định hướng và thường được thực hiện với một tập hợp các thuật toán được gọi là OLL (Định hướng của lớp cuối cùng). Sau đó, tất cả những mảnh đó được uốn đến điểm chính xác của chúng. Điều này cũng thường được thực hiện như một tập hợp các thuật toán được gọi là PLL (Permutation of Last Layer).
Phương pháp CFOP có thể được sử dụng như một phương pháp ít nâng cao hơn bằng cách chia các bước thành nhiều bước hơn, giảm số lượng thuật toán bạn cần phải học nhưng hy sinh thời gian. Hầu hết mọi người bắt đầu học CFOP với 4LLL (Four-Look Last Layer), đó là phương pháp giảm ít tiến bộ, chậm hơn và thuật toán để học CFOP. 4 bước được chia thành Edge Orientation, Corner Orientation, Corner Permutation và Edge Permutation. Sau đó, bạn có thể học Full PLL thay thế hoán vị của các cạnh và góc, giúp giải quyết hiệu quả hơn và do đó nhanh hơn. Thậm chí sau đó, bạn có thể học Full OLL để thay thế cho định hướng của các góc và cạnh, một lần nữa giúp giải quyết nhanh hơn.